# Marshall Strickland
Marshall Strickland (ur. 1 marca 1983 w Kingston w stanie Massachusetts) – amerykański koszykarz. W sezonie 2011/2012 występował w klubie TBL − AZS Koszalin.
Jest bratem Marché Strickland wybranej w drafcie WNBA w 2002 roku przez Cleveland Rockers z numerem 63.

## Przebieg kariery
- 2002-2006: Indiana University (NCAA)
- 2006-2008: Alpella Istanbul
- 2008: Galatasaray Cafecrown Istanbul
- 2008-2009: Casa TED Kolejliler Ankara
- 2009-2010: Fileni Bpa Jesi
- 2011: AZS Koszalin